# Dennis Gabor Medal and Prize
Dennis Gabor Medal and Prize ist eine Auszeichnung des Institute of Physics, die jährlich oder im Abstand von maximal zwei Jahren für Anwendungen der Physik in Industrie und Wirtschaft verliehen wird.
Zunächst hieß sie Duddell Medal and Prize nach dem englischen Elektrotechniker William Duddell und wurde erstmals 1923 durch die Physical Society of London vergeben. Seit 2008 wird die Auszeichnung jedoch mit dem Vor- und Nachnamen des britisch-ungarischen Ingenieurs Dennis Gábor bezeichnet. Sie ist nicht mit der Gabor-Medaille der Royal Society zu verwechseln.

## Preisträger

### Duddell Medal and Prize (1923–2007)
- 1923 Hugh Longbourne Callendar
- 1924 Charles Vernon Boys
- 1925 Albert Campbell
- 1926 Frank Twyman
- 1927 Frank Edward Smith
- 1928 Charles Édouard Guillaume
- 1929 Albert Abraham Michelson
- 1930 John Ambrose Fleming
- 1931 Charles Thomson Rees Wilson
- 1932 Wolfgang Gaede
- 1933 Harold Dennis Taylor
- 1934 W. Ewart Williams
- 1935 Charles Vickery Drysdale
- 1936 Walter Guyton Cady
- 1937 Hans Geiger
- 1938 Robert William Paul
- 1940 Ernest Orlando Lawrence
- 1941 William David Coolidge
- 1942 Cecil Reginald Burch
- 1943 John Guild
- 1944 Francis William Aston
- 1945 John Turton Randall
- 1946 Karl Weissenberg
- 1947 Robert Jemison Van de Graaff
- 1948 Karl Manne Georg Siegbahn
- 1949 Edwin Herbert Land
- 1950 Donald William Fry
- 1951 Albert Beaumont Wood
- 1952 Cecil Waller
- 1953 William Sucksmith
- 1954 Alfred Charles Bernard Lovell
- 1955 Rudolf Kompfner
- 1956 John Gilbert Daunt
- 1957 Charles Eryl Wynn-Williams
- 1958 Leonard Charles Jackson
- 1959 George William Hutchinson, Gordon George Scarrott
- 1960 Reginald Victor Jones
- 1961 John Bertram Adams
- 1963 Bertram Neville Brockhouse
- 1965 Hugh Alastair Gebbie
- 1967 Keith Davy Froome, Robert Howard Bradsell
- 1969 Charles William Oatley
- 1971 Vernon Ellis Cosslett, Kenneth Charles Arthur Smith
- 1973 Albert Franks
- 1975 Ernst Ruska
- 1976 Godfrey Newbold Hounsfield
- 1977 Ronald Ferguson Pearson
- 1978 Edward George Sydney Paige
- 1979 John Riddle Sandercock
- 1980 Albert Victor Crewe
- 1981 Bruce Arthur Joyce
- 1982 Simon van der Meer
- 1983 Ian Robert Young
- 1984 Peter George LeComber
- 1985 Colin Edward Webb
- 1986 Bryan Peter Kibble
- 1987 Colin George Windsor
- 1988 Peter Mansfield
- 1989 Michael J. Downs
- 1990 John Edwin Field
- 1991 Kenneth Firth, David Jonathan Hubbard
- 1992 Peter Faraday Smith
- 1993 Michael Anthony Flemming
- 1994 Christopher John Stokes Damerell
- 1995 Alfred Rodney Adams
- 1996 Martin Pengton Seah
- 1997 Timothy Berners-Lee
- 1998 Meirion Francis Lewis
- 1999 Rex Watton
- 2000 Ondrej J Krivanek
- 2001 James Kazimierz Gimzewski
- 2002 Federico Capasso
- 2003 Stephen Myers
- 2004 James Hough
- 2005 Geoff Hall, Peter Sharp, Alessandro Marchioro
- 2006 Peter Wells
- 2007 Richard Nelmes

### Dennis Gabor Medal and Prize (seit 2008)
- 2008 Doreen Stoneham
- 2010 Pratibha L. Gai
- 2012 Alwyn Seeds
- 2014 Brian Keith Tanner
- 2016 Martin Dawson
- 2017 Paul Evans
- 2018 Nils Hempler
- 2019 Kai Bongs
- 2020 David Birch
- 2021 Athanasia Tzelepi
- 2023 Ramsey Faragher
- 2024 Michael Jurgen Kosch